# پرک ۲۸۱۷
سیارک ۲۸۱۷ (به انگلیسی: 2817 Perec، نامگذاری:1982UJ) دو هزار و هشتصد و هفدهمین سیارک کشف شده‌است که در ۱۷ اکتبر ۱۹۸۲ کشف شد.
قدر مطلق سیارک برابر ۱۳٫۹۰ است.